# Station Włodawa
Station Włodawa is een spoorwegstation in de Poolse plaats Orchówek.